# 福江大火
福江大火（ふくえたいか）とは、1962年（昭和37年）9月26日午前2時10分頃に長崎県福江市（現五島市）の中心部で発生した火災、およびそれによる被害の総称である。
なお、以下の記述では後の区画整理により消滅した酒屋町などの旧町名、市町村合併により五島市となった旧福江市、福江市長、福江警察署長などの旧役職名、現存しない旧施設名などの語について、それぞれ旧名であることに特に言及せず概ね原文ママ用いることに予め留意されたい。

## 概要
1962年（昭和37年）9月26日午前2時10分頃、市街地の北端、長崎県福江市東浜町（現・丸木橋付近）の九州商船福江支店倉庫付近から出火。消防庁資料によればマッチの火が原因とされている。
火は浜から吹き上げる北北東からの強風に煽られ海岸通りから中心商店街に向かって延焼しつつ6時間燃え続け、市街地の大半、合計604戸を焼いて午前8時10分頃に鎮火した。
鎮火後の福江中心街は草木一本残らぬほどの焼け野原となり、遮るものがなく焼け跡からそのまま海が見渡せるほどで、戦後の長崎県下では最大の火災となった。
激甚災害法公布後最初の激甚災害第1号に指定され、またその後の日本国内防火防災モデルケースとなり、復興事業費は3億6千700万円（当時）に上り、離島地域では前例のない近代都市として復興された。

## 時系列
日時は全て1962年（昭和37年）9月26日。
- 午前2時10分 - 東浜町大波止海岸通り、旧九州商船倉庫付近で出火[2]。
- 午前2時24分 - 市役所宿直員が火災通報を受ける[2]。
- 午前2時25分 - サイレン吹鳴、消防団員へ招集命令[2]。
- 午前2時35分
  - 消防団員が火災現場に到着、消火放水開始[2]。しかし水利を海水に求めたものの干潮であり、人力でスコップを用い掘り下げてようやく平常水圧を確保した[2]。だが、放水が開始された時点で既に出火から30分が経過していた[5]。
  - 延焼が進み住宅、旅館を経てガソリンスタンド[12]に火炎が到達、ドーンという大音響と共に火柱が立った[2][13]。
  - 消防団長、福江市長、警察署長が酒屋町に警備本部を設置[2]。
- 午前3時
  - 東浜町、酒屋町、上町、萬町、新町に火炎到達[2]。この時点で消防は破壊消火を断念し、警察は県警本部へ電話連絡を行い、以降パトカー無線のみを連絡に用いた[2]。
  - この時点で停電し、住民は何も家財を持ち出せないまま避難し、また警察も現場付近の通行を遮断し避難民が現場へ戻ることを妨げた[2]。
- 午前4時 - 新栄町、池田町、江戸町、福江町および福江警察署に延焼[14]。
- 午前5時
  - 堀町、東町、本町、北町延焼[14]。
  - 長崎県および長崎県庁に災害対策本部設置[14]。
  - 長崎県海上保安部および福江海上保安署が無線連絡業務の代行を開始[14]。
- 午前5時30分
  - 公立五島病院、五島市庁延焼[14]。
  - 長崎県が災害救助法を適用、救援活動を開始[14]。
- 午前6時 - 長崎県が現地災害対策本部を旧九州電力五島営業所に設置[15]。
- 午前6時30分
  - 福江市が災害対策本部を福江小学校体育館に設置[15]。救援物資の陸揚げ担当、配分担当などが決定された[15]。
  - 福江市災害対策本部が調査班10班を編成、被災者の実態調査と被災者収容所の設置や炊き出しを開始した[16]。
- 午前7時 - 海上自衛艦おおとりが佐世保港を出港[15]。
- 午前8時 - 航空自衛隊三井楽駐屯地の自衛隊員[17]が現場到着し、人員190名、ブルドーザー1台、ダンプカー3台、大型トラック3台で瓦礫撤去など復旧活動が開始された[15]。
- 午前8時10分 - 鎮火[15]。しかし、夕方になっても残り火がくすぶり、消防団らの消火活動は鎮火後も継続された[15]。
- 午前10時 - 海上自衛艦おおとりが現地到着、救援物資を陸揚げ[15]。
- 午前11時25分[18] - 海上自衛艦かささぎの救援物資が到着[15]。
- 午後12時 - 長崎県知事が現地到着[15]。
- 午後1時
  - 日本赤十字社の支援船海竜丸の救援物資が到着[15]。
  - 仮の警察署が福江教会天主堂内に設置された[15]。
- 午後2時 - 海上自衛艦はつかり救援物資到着[5]。
- 午後3時 - 海上自衛艦ちくご救援物資到着[5]。
- 午後6時 - 九州商船潮路丸の救援物資が到着[5]。
- 午後7時 - 陸上自衛隊災害派遣部隊54名が到着[5]。
- 午後9時 - 陸上自衛隊災害派遣部隊130名車両19台が到着[5]。

## 被害
| 内容                                             | 内訳                    | 備考                   |
| ------------------------------------------------ | ----------------------- | ---------------------- |
| 被災面積                                         | 132,000 m2              | 39,930坪               |
| 被災世帯                                         | 全焼797世帯、半焼14世帯 | 計811世帯              |
| 被災人員                                         | 全焼3,910人、半焼26人   | 計3,936人、全604戸     |
| 被害額                                           | 約40億円                | 現在の金額にして76億円 |
| 五島市公式「福江大火復興50周年」ページに基づく。 |                         |                        |

死者はなかったものの、被害内訳は右表に示す通りであり、中心街の8割を灰燼と化した戦後の長崎県下では最大の火災となった。
この火災により市役所庁舎をはじめとして市消防車車庫、長崎県五島支庁、福江税務署、福江警察署、公立五島病院などの主要官公署も殆どが焼失してしまった。民間では民間診療所12戸、薬局6店舗も焼失した。
被害を大きくした要因は以下のように考えられている。
気象条件
火災発生当時、波浪注意報が発令中で、浜からの強風が吹いていたことに加え、数日前から晴天が続き空気が乾燥していた。
中心街は火元からみて風下に位置していた。
不十分な消火力
当時、福江市には消防署がなく、初期消火に時間がかかってしまった。また、消防車が4台しかなく、手引き・可搬の小型動力ポンプ24台が主力だった。
消防用水が確保できなかった
干潮であり海水を取水できなかった。また、各家庭で消火のために水道水を使ったり、消火栓も同時に使われたりで水圧が不足した。
海からの取水に際し人力で掘り下げている間にも市街地へ向けて延焼が進んだ。
消防団員の装備・命令系統不備
密集炎上する家屋により街中から猛烈な熱風が生じたが、消防にあたる消防団員の装備はハッピ着用であり熱風に対処できず、現地調達した雨戸に隠れながら消火作業に従事した。
消防団長であってさえも自分らが持ち込んだ消火装備が作業従事中それぞれどこに移動したかを全く把握できていなかった。
応援を呼ぶ暇もなく目の前の火災対処に忙殺された結果、島内他地域からの応援が現場に駆けつけたときには既に公立五島病院、五島市庁が延焼し、出火から3時間以上が経過していた。
裸眼のまま火災現場で消火活動に従事した消防団員らは特に眼球に小さな針状の異物が大量に刺さるなどの負傷者が多かった。
火災無防備都市
商店街に木造店舗が密集し道幅も狭く防火壁も備えておらず、火災が広がりやすい条件を全て備えていた。
狭い通路は火炎の通り道として機能してしまい、密集した木造家屋群を焼き尽くしながら上昇、火の粉による飛び火で火災区域を拡大した。
石田城城下町当時の町並みがそのまま商店街に転じた火災に弱い環境について何ら対策が講じられていなかった。
これらの原因究明はその後の復興計画策定に活かされた。

### 犠牲者ゼロの理由
当時の福江警察署長と福江市長が現場で火災対処の先頭に立ち行った迅速な避難誘導と、私財を取りに火災現場に戻ろうとする市民の行く手を阻んだ交通遮断、大火延焼を予想し病院の入院患者に延焼前時点で避難を促した早期対応が功を奏したと考えられている。
このときの命令として「人命救助に全力を尽くせ。特に各病院の入院患者を安全な場所に移せ。素早く的確に徹底的に行なえ」の言葉が伝わっている。また、私財を取りに戻ろうとした市民に対し警察署長は「命と荷物とどっちが大事だ。荷物に構うな」と一喝し通行を許可しなかった。

## 復興
この福江大火の復興では、火災前のおよそ2倍に拡幅された街路など大胆な土地区画整理事業が行われ、市街地は整然とした防火都市としての機能を十分に発揮できる近代都市に生まれ変わった。また、商店街にアーケードが整備され、五島列島の中核都市として発展し、復興後の昭和40年代は市街地が最も栄えた。
自衛隊の復興支援活動中にも地元消防団ほか市民らは精力的に自衛隊と協力し焼け跡の始末に活躍した。復興作業には青年団、婦人会に合わせ中高生までもが従事した。
1966年（昭和41年）1月、市庁舎前に復興を成し遂げた市民力を顕彰する復興記念碑が建立されている。

### 自衛隊の復興支援活動
火災延焼中より現地駐屯自衛隊の復興支援活動が開始された。内訳は以下の通りである。
- 三井楽自衛隊（航空自衛隊福江島分屯基地） - 隊員190名、ブルドーザー1台、バケット車1台、レッカー1台、ダンプカー5台、大型トラック3台[25]。
- 大村・竹松部隊（9月27日 - 10月2日）[25]
  - 人員208名で十八銀行金庫爆破も含む危険物撤去活動[25]
  - 整地面積3,497坪、整地総排土量2,403立方メートル[25]

#### 当日到着救援物資内訳
以下に、火災当日到着支援物資の内訳を示す。
海上自衛隊
- おおとり - 主副食、缶詰500食[25]
- かささぎ - 毛布540枚、乾パン8,960食、副食15,024食[25]
- はつかり - 毛布2,390枚、乾パン6,080食[25]
- ちくご - 物資3,000個、乾パン[25]

長崎県
- 海竜丸 - 長崎県および日本赤十字社救援物資、トラック4台分[25]
- 潮路丸 - 九州商船より毛布95枚、食料3,111個、衛生材料432個、長崎新聞社よりパン400個、タオル1,000枚[25]

以後、全国から食料品、日用品などの生活支援物資の到着が相次いだ。

### 膨大な支援物資分配の仕分け
陸上自衛隊・海上自衛隊からの救援物資以外に、日本赤十字社をはじめ日本全国各地からの様々な見舞い品が連日到着したが、多彩な物資がバラバラに到着したため被災者へ配給する仕分けを被災者自身となる小学生から高校生までの学生や婦人会、官公署職員が担った。
なお、この支援物資の一部は福江大火の3か月後となる1962年12月4日に発生した三井楽町での11戸全焼火災時に、福江警察署および福江地域被災住民の好意により三井楽町域被災者への提供が為された。

### 無料診療所設置
福江小学校に公立五島病院仮診療所および日本赤十字社無料診療班が設置され、被災者の無料診療が実施された。
また、消火活動に従事した地元消防団員は特に眼球に小さな針状の異物が大量に刺さるなどの負傷者が多く、地元眼科医の自発的協力により元町警察署跡地に設置された眼科無料診療所にて被災者および消防団員、ボランティア従事者への眼科診療も行われた。
市内罹災診療所の元入院患者は非罹災診療所の協力により分散収容された。

### 炊き出しと給食実施
地元婦人会および福江市女子職員により握り飯などの炊き出しが被災者へ供された。また、本来災害救助法にて制定された給食実施が3日間限定であったものが5日間に延長されるなどの協力もあった。
給食を受給した述べ人数は1万846人、米の配給総量は6,508キログラムに上った。

### 物価安定施策
福江小学校横の空き地に婦人会による日用品・生鮮食品販売所が設置され、物価値上がり防止策として一律市価の半額ほどで提供された。
建材値上がり防止としては福江市が国から福江市内国有林6,500石の払い下げを受けて地元用材の出回りを図った上で、更に時価より一割を減じて価格安定された。
九州商船フェリーによる定期航路は福江─長崎航路料金を1962年10月25日まで無料、以降翌1963年3月30日まで半額とし被災者便宜を図った。
五島バスは翌1963年9月5日まで市内定期運行バス路線運賃を全線無料とした。

### 治安維持対策
大火後の治安維持強化を目的として長崎県警本部は緊急機動部隊を福江市に派遣し、また北町天主堂、本町福江警察署跡および大波止の3箇所に巡査派出所を設けて地区警備を強化した。

### 住民の復興計画反対運動
火災当日、鎮火まもない1962年9月26日午後3時頃に九州電力五島営業所で災害対策連絡協議会が開催され、長崎県知事、福江市長、福江市議会員、福江商工会幹部などが集まり復興計画について協議した。
今回のような大災害に関しては特に事業計画確定を急ぐ必要性から、具体的な土地区画整理事業の設計については長崎県が中心となって取り組んだ。
また、計画概要として
1. 整理用地範囲
2. 街路計画
3. 区画整理

の3点を盛り込み、特に2.の街路計画に関しては防災機能と将来的な交通量、美観維持を主目的にメイン街路8本、延長14.5キロメートル、そして福江市では前例のない歩車分離の16メートル道路を盛り込んだ。
1962年（昭和37年）11月9日より福江市役所および五島支庁にて供されたこの復興計画案は、被災者のうち特に商店街住民の大反発を招いた。その後幾度も住民協議を重ねたが、遂には住民側が「福江市区画整理対策委員会」を立ち上げ反対運動が本格化した。反対運動の矛先は当時の福江市長に向かい毎日の罵倒に晒され、市長に警察署員の護衛がつくこともあった。長崎県知事にも数百もの反対意見を表する電報が届いていた。
しかし、この反対運動は福江市側が粘り強く各町内会別の住民説明会を進めるうちに市民側から新たに「区画整理促進委員会」が設立されるなど区画整理賛成派が増加する契機ともなり、また住民側の反対を推して進められた区画整理事業の強行は工事が進むにつれ反対運動の威勢が衰え、最終的には大火から4年後となる1966年（昭和41年）夏に福江大火復興事業は完了した。

## 影響

### 激甚災害第1号
1962年（昭和37年）9月6日（福江大火の20日前）に公布された激甚災害に対処するための特別の財政援助等に関する法律では福江大火のような地域災害については除外されていたが、当時の福江市が長崎県選出代議士らと共に国に働きかけた結果、昭和37年12月11日政令第四四八号にて激甚災害第1号に指定された。

### 常備消防のモデルケース
この大火が防火防災のモデルケースとなり、1964年（昭和39年）2月には国が政令で人口3万人以上の都市に常備消防を義務付ける契機となった。

### その他
区画整理による町内行事断絶
区画整理により新栄町が4つに分断された影響で、「日ごもり」「こんぴらさん」などの親睦行事が断絶した。
長崎県花いっぱい運動の発端
1962年10月に当時長崎県下で「童話のおじさん」として知られていた西川武治が福江島を訪れ「復興の陽が昇る」の詩を寄せており、この詩が長崎県下の花いっぱい運動の導火線になった、と言われている。